# راس‌ایر (استرالیا)
راس ایر (به انگلیسی: Rossair (Australia)) یک شرکت هواپیمایی است که در تاریخ ۱۹۶۳ میلادی تأسیس شده‌است.
دفتر مرکزی راس ایر در آدلاید، استرالیا واقع شده‌است و قطب این شرکت هواپیمایی در فرودگاه آدلاید قرار دارد.